# Sean Marshall
Sean Marshall (* 19. Juni 1965 in Canoga Park, Kalifornien, USA) ist ein ehemaliger US-amerikanischer Schauspieler. Weltweit bekannt machte ihn die Hauptrolle des Waisenjungen Pete in dem Walt-Disney-Fantasymusical Elliot, das Schmunzelmonster (Pete’s Dragon, 1977).

## Leben
Sean Marshall hatte ab 1973 erste Film- und Fernsehauftritte, darunter in dem Western Bis zum letzten Atemzug (The Deadly Trackers, 1973) an der Seite von Richard Harris. Es war aber seine Rolle in Elliot, das Schmunzelmonster, die ihn als Kinderdarsteller bekannt und kurzzeitig zum Kinderstar machte. Die Hauptrolle des Waisenjungen Pete, die auch Gesangseinlagen verlangte, forderte von ihm auch deshalb besonderes Einfühlungsvermögen, da er in vielen Spezialeffekte-Szenen, in die später der Drache Elliot als Zeichentrickfigur eingearbeitet wurde, zunächst völlig allein vor einer mit Natriumdampflampen beleuchteten Mattscheibe agieren musste. Dabei konnte er sich sein imaginäres Gegenüber nur vorstellen. Für seine Darstellung erhielt Sean Marshall 1978 eine Nominierung für den Saturn Award als bester Hauptdarsteller. 1978 war er noch einmal in einem Disney-Film zu erleben, als er die Hauptfigur des Jungen in dem von Don Bluth inszenierten kurzen Zeichentrickfilm Der Esel von Bethlehem (The Small One) sprach.
Zu seinen Fernsehauftritten gehören die 13-teilige Serie The Fitzpatricks, in der er Max Fitzpatrick verkörperte, und der Fernsehfilm The New Adventures of Heidi (1978). In dieser musikalischen Variation von Johanna Spyris Heidi spielte Sean Marshall neben Katy Kurtzman, Burl Ives und John Gavin den (Geissen-)Peter.
Seinen bislang letzten Auftritt vor der Kamera hatte er 1980, also im Alter von 15 Jahren, in dem Fernsehfilm Meine Träume sind bunt (To Race the Wind). Danach zog er sich von der Schauspielerei zurück und schlug als Erwachsener eine berufliche Laufbahn in der U.S. Navy ein.

## Filmografie
- 1973: Bis zum letzten Atemzug (The Deadly Trackers)
- 1977: Elliot, das Schmunzelmonster (Pete’s Dragon)
- 1977–1978: The Fitzpatricks (Fernsehserie, 13 Folgen)
- 1978: Stickin’ Together (Fernsehfilm)
- 1978: The New Adventures of Heidi (Fernsehfilm)
- 1978: Der Esel von Bethlehem (The Small One)
- 1979: The MacKenzies of Paradise Cove (Fernsehserie, zwei Folgen)
- 1980: Meine Träume sind bunt (To Race the Wind) (Fernsehfilm)